# Ocotea smithiana
Ocotea smithiana är en lagerväxtart som beskrevs av Otto Christian Schmidt. Ocotea smithiana ingår i släktet Ocotea och familjen lagerväxter. Inga underarter finns listade i Catalogue of Life.